# Die Frau des Banditen
Die Frau des Banditen (englisch The Outcasts of Poker Flat ‚Die Ausgestoßenen aus Poker Flat‘)  ist ein US-amerikanischer Western unter Regie von Joseph M. Newman mit Anne Baxter und Dale Robertson in den Hauptrollen. Der Film wurde von 20th Century Fox produziert und basiert auf der Kurzgeschichte The Outcasts of Poker Flats von Bret Harte. Die Premiere des Films fand am 9. Mai 1952 in Los Angeles statt. In der Bundesrepublik Deutschland kam er am 3. November 1952 in die Kinos, in Österreich im März 1953.

## Handlung
Mitte des 19. Jahrhunderts rauben der sadistische Kriminelle Ryker und seine Handlanger in der Goldgräberstadt Poker Flat die Bank aus und töten zwei Passanten. Während seine Komplizen auf der Straße niedergeschossen werden, gibt Ryker die Beute seiner leidgeprüften Frau Cal und befiehlt ihr, in Poker Flat zu bleiben, bis er sie holen lässt. Am nächsten Tag beschließen die wütenden Bürger, ihre Stadt von schlechten Einflüssen zu befreien und verbannen den Spieler John Oakhurst, die sogenannte „Herzogin“ Shipton und Jake Watterson, einen alten Trunkenbold. Auch Cal wird verstoßen, weil sie mit Ryker gesehen wurde, obwohl niemand weiß, dass sie mit ihm verheiratet ist. Oakhurst macht sich auf eigene Faust auf den Weg, aber die Frauen und Jake folgen ihm in die Berge, da sie sonst niemanden haben, an den sie sich wenden können. Die Herzogin verletzt sich am Knöchel, als ein Berglöwe ihr Pferd erschreckt. Oakhurst, der weiß, dass sie in der zunehmenden Kälte nicht weit reisen können, sucht nach einer Hütte, an die er sich vage erinnert. Cal, die während ihrer gesamten Ehe von ihrem Mann misshandelt wurde, traut Oakhurst nicht, doch als sie nach der Hütte suchen, treffen sie den jungen Tom Dakin und dessen Verlobte Piney Wilson, die sich daran erinnern, wo die Hütte ist. Sobald die Gruppe in der heruntergekommenen Unterkunft angekommen ist, verrät Tom, der Oakhurst von einer früheren Begegnung her kennt, dass Piney schwanger ist. Das Paar will nach Poker Flat reisen, um zu heiraten. 
Ein heftiger Schneesturm zieht auf, als Cal, beeindruckt von Oakhursts 
Engagement für seine Mitreisenden, sich dafür entschuldigt, dass sie an ihm gezweifelt hat. Die Situation wird noch schlimmer, als der verwirrte Jake versehentlich alle Pferde verscheucht. Cals Respekt vor Oakhurst wächst weiter, als sie Zeuge seines Mitgefühls für den alten Mann wird. Sie gibt immer noch nicht die Natur ihrer Beziehung zu Ryker preis. Cal erzählt Oakhurst von der Beute und bietet ihm dann an, sie mit ihm zu teilen, wenn er sie in eine Stadt mitnimmt. Nachdem die Gruppe eine unangenehme Nacht in der Hütte verbracht hat, erwacht sie und stellt fest, dass sich der Schneesturm verschlimmert hat und dass Piney krank ist. Tom ist fest entschlossen, ihr zu helfen und beschließt, zu Fuß nach Poker Flat aufzubrechen. Cal weiß, dass die gefühllosen Städter nicht ohne Anreiz helfen werden und gibt Tom 500 Dollar des gestohlenen Geldes. 
Oakhurst beschließt, alleine zu gehen, und trotz seiner Anziehungskraft auf die flehende Cal weigert er sich, sie mitzunehmen. Bevor Oakhurst jedoch gehen kann, ist Cal entsetzt, als sie sieht, wie Ryker sich der Hütte nähert. Schließlich gibt Cal Oakhurst gegenüber zu, dass sie mit Ryker verheiratet ist, und erklärt verbittert, dass sie ihn vor der möglichen Ankunft der Rettungstruppe aus Poker Flat warnen muss. Ryker, der durch den Tod seines Pferdes zu Fuß unterwegs ist, ist verwirrt, als er Cal in der Hütte findet. Er misstraut ihrer Geschichte, dass sie zusammen mit den anderen „Unerwünschten“ verbannt wurde. Ryker isst etwas und befiehlt Oakhurst, mit ihm Poker zu spielen, bis der Sturm vorüber ist. Während des Spiels stellt Ryker fest, dass ein Teil der Beute fehlt. Cal verrät, dass Tom Hilfe geholt hat. Der wütende Ryker befiehlt Cal, den Rettungstrupp an der Tür zu treffen, damit er sie überfallen kann. Nachdem Ryker die anderen in eines der Schlafzimmer drängt, warnt Cal sie, ihn nicht zu verärgern oder zu fliehen. Oakhurst stellt ihre Loyalität in Frage, doch Cal kehrt zu Ryker zurück, der sie brutal misshandelt. 
Spät in der Nacht versucht Oakhurst, der seine Waffe im Schornstein versteckt hat, diese zu bergen, indem er sich durch die Ziegelmauer gräbt, die die Räume trennt. Ein Geräusch weckt Ryker am Morgen, doch Oakhurst kann seine Taten verbergen. Der Tag vergeht, während die Verbannten auf Toms Rückkehr warten und der angespannte Ryker Jake schlägt. Oakhurst verspottet Ryker und sagt ihm, dass er zusammen mit den anderen verhungern werde. Cal schöpft Kraft aus der Erkenntnis, dass ihr Mann genauso viel Angst hat wie sie. Als Jake mit einer Flasche Whisky verschwindet, findet Ryker ihn draußen und erschießt ihn. Er beginnt, Cal zu schlagen, als sie ihn anknurrt, dass sie ihn mit Oakhurst zurücklassen würde, wenn der Spieler sie haben wolle. Nachdem er seine Waffe zurückgeholt hat, versucht Oakhurst, sie zu laden, während sich die Hütte durch den nun defekten Schornstein mit Rauch füllt. Ryker schießt ihm jedoch die Waffe aus der Hand und während die beiden Männer kämpfen, entdeckt Piney Tom und einen Stadtbewohner, die sich nähern. In der Hoffnung, sie vor der Gefahr zu warnen, rennt die Herzogin aus der Hütte. Ryker kann den Kampf lange genug unterbrechen, um ihr in den Rücken zu schießen. Ryker benutzt Cal als Geisel und verlässt die Hütte, aber sie weigert sich, Tom zu rufen und ihm zu sagen, dass es sicher ist, sich zu nähern. Oakhurst folgt dem Paar und kämpft erneut mit Ryker, den er erwürgt. Ein müder Oakhurst umarmt Cal und sieht dann zu, wie Tom in die Hütte geht, um Piney zu holen. Später fahren Piney, Tom und die verletzte Herzogin in einem Wagen nach Poker Flat, während Oakhurst und Cal beschließen, ihr Glück gemeinsam in einer anderen Stadt zu versuchen.

## Entstehung
Gedreht wurde der Film vom 2. November bis zum 12. Dezember 1951 auf der Iverson Movie Ranch in Chatsworth sowie in den Fox-Studios in Century City. Dorothy Jeakins war für das Kostümbild zuständig. Musikalischer Direktor war Lionel Newman.
Das Branchenmagazin Variety berichtete im November 1949, dass David O. Selznick und Allied Artists die Rechte an Hartes Kurzgeschichte registriert hatten, diese aber an John Ford und Merian C. Coopers Argosy Productions weitergaben. Diese Produktion wurde nicht realisiert, aber andere Adaptionen von Hartes Geschichte umfassen die Universal-Produktion von 1919 unter der Regie von Ford und die RKO-Veröffentlichung von 1937 unter der Regie von Christy Cabanne.

## Kritiken
„Präzis gespielter und packend inszenierter psychologischer Western, leicht abgewandelt nach einer klassischen Abenteuerkurzgeschichte von Bret Harte.“

A. H. Weiler von der The New York Times notierte, Bret Harte habe eine einfache und weitgehend tragische Kurzgeschichte, die nicht allzu tief auf die Persönlichkeiten ihrer Hauptdarsteller einging, verfasst. Die Fox-Adaption improvisiere phantasievoll und erweitere Hartes Entwurf, schaffe es aber nur sporadisch, der Geschichte Bewegung oder Spannung zu verleihen. Die Ausgestoßenen seien im Grunde in unerträglich düstere Situationen und Schauplätze verwickelt. Unter der Regie von Joseph H. Newman sei jedoch in mehreren Szenen, insbesondere in der Eröffnungssequenz, ein fantasievoller Einsatz der Kamera zu erkennen.
Der Kritiker des TV Guide merkte an, dass dieser Film sich von den vorherigen Versionen dadurch unterscheide, dass er Action statt Charakterstudien bevorzuge. Es funktioniere jedoch und sorge für ein gutes Ergebnis.